# Ectyphus pinguis
Ectyphus pinguis är en tvåvingeart som beskrevs av Gerstaecker 1868. Ectyphus pinguis ingår i släktet Ectyphus och familjen Mydidae. Inga underarter finns listade i Catalogue of Life.